# Carnival Legend
 (juillet 2010).
Le Carnival Legend est un bateau de croisière appartenant à la compagnie de croisière Carnival Cruise Lines.
Le Carnival Legend est le troisième bateau de la classe Spirit, de la société Carnival Cruise Lines. Il a officiellement été mis en service en 2002.

## Description
Le Carnival Legend dispose d'une garde d'enfants, de services de blanchisserie et de location de smoking, d'un internet café, de jacuzzis, d'une infirmerie et d'un service postal.
À l'intérieur des suites, différents services sont fournis, tels que service de chambre, mini-bar, télévision, réfrigérateur et coffre fort.
Les activités à bord sont nombreuses : comédie spectacles, casino, discothèque, piano-bar, salle de jeux, librairie, bibliothèque, sports et conditionnement physique, spa / salon de fitness, tennis de table, jeux de palets, aérobic, jogging, piscine, basket-ball, volley-ball et golf.

## Itinéraire

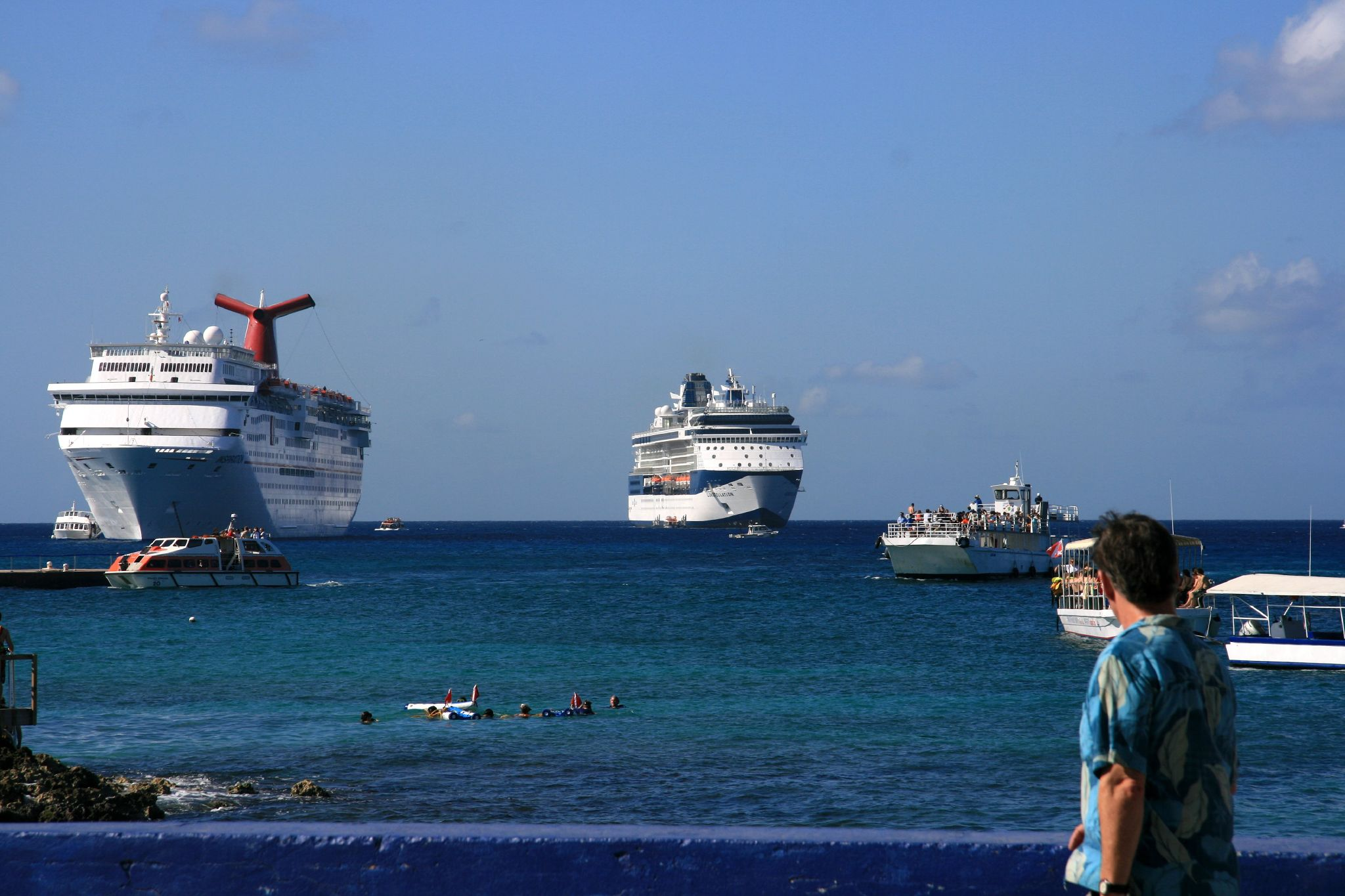
Le port de Grand Cayman.

Le Carnival Legend, navigue actuellement sur 4 croisières différentes au départ de Tampa en Floride.
|       | Jour 1 | Jour 2 | Jour 3       | Jour 4  | Jour 5 | Jour 6 | Jour 7 |
| ----- | ------ | ------ | ------------ | ------- | ------ | ------ | ------ |
| Lieux | Tampa  | En mer | Grand Cayman | Cozumel | Belize | Roatán | En mer |

|       | Jour 1 | Jour 2 | Jour 3  | Jour 4 | Jour 5 | Jour 6       | Jour 7 |
| ----- | ------ | ------ | ------- | ------ | ------ | ------------ | ------ |
| Lieux | Tampa  | En mer | Cozumel | Belize | Roatán | Grand Cayman | En mer |

Cette croisière sera disponible 18 janvier au 19 avril 2009.
|       | Jour 1 | Jour 2 | Jour 3  | Jour 4 | Jour 5     | Jour 6       | Jour 7 |
| ----- | ------ | ------ | ------- | ------ | ---------- | ------------ | ------ |
| Lieux | Tampa  | En mer | Cozumel | Belize | Costa Maya | Grand Cayman | En mer |

Cette croisière ne sera disponible que le 15 février 2009.

## Ponts
Le Carnival Legend possède 12 ponts :
- Pont 1 - Riviera
- Pont 2 - Promenade
- Pont 3 - Atlantic
- Pont 4 - Main
- Pont 5 - Upper
- Pont 6 - Empress
- Pont 7 - Veranda
- Pont 8 - Panorama
- Pont 9 - Lido
- Pont 10 - Sun
- Pont 11 - Sport
- Pont 12 - Sky

### Pont 1 - Riviera
Le pont "Riviera" est principalement constitué de cabines et du théâtre "Firebird"

### Pont 2 - Promenade
Le pont "Promenade" est constitué de :
- Theatre "Follies"

Ce théâtre peut accueillir 1 167 personnes.
- Café "Legend's"
- Salle de carte

Cette salle peut accueillir 15 personnes.
- Club "Satchimo's"
- Sushi bar
- Bar "Dream team"
- Casino "Club Merlin"
- Bureau des excursions
- Salon "Atlantis"
- Club "the private"
- Restaurant "Truffles"

### Pont 3 - Atlantic
Le pont "Atlantic" est composé de :
- Théâtre "Follies"
- Jardin "Enchanted Forest"
- Librairie "The Holmes"

La librairie peut accueillir 15 personnes.
- Salle internet
- Piano bar "Bille's"

Le piano bar peut accueillir 30 personnes.
- Bureau des formalités
- Promenade extérieur
- Boutique "Carnival"
- Atrium "The colossus"
- Galerie Photos
- Salon "Odyssey"
- Restaurant "Truffles"

### Pont 4 - Main
Le pont "Main" dispose de :
- Circle "c"
- Théâtre "Follies"
- Atrium

### Pont 5 - Upper
Le pont "Upper" dispose de :
- Camp carnival

### Pont 6 - Empress
Le pont "Empress" dispose de :
- Atrium

### Pont 7 - Veranda
Le pont "Veranda" dispose de !
- Atrium

### Pont 8 - Panorama
Le pont "Panaorama" dispose de :
- Atrium

### Pont 9 - Lido
Le pont "Lido" dispose de :
- Spa
- Sauna
- Hammam
- Spa Carnival
- Gymnase
- Salon de beauté
- Piscine "Camelot"
- Bar "Avalon"
- Piscine "Avalon"
- Atrium
- Café "Unicorn"
- Restaurant asiatique
- Pizzeria
- Saladerie
- Bar "Unicorn"
- Piscine "Unicorn"
- Jacuzzis

### Pont 10 - Sun
Le pont "Sun" dispose de :
- Gymnasse
- Club O²
- Salle aerobic
- Dôme coulissant de la piscine

### Pont 11 - Sport
Le pont "Sport" dispose de :
- Mini-golf
- Piste de jogging
- Balcon du restaurant "The golden fleece"
- Piscine pour enfant
- Départ du toboggan

## Changement d'itinéraire
En raison de l'épidémie de grippe mexicaine (Influenzavirus A sous-type H1N1) d'avril 2009, le Carnival Legend fut contraint de changer d'itinéraire. L'escale à Cozumel fut annulée le 3 mai 2009.

## Galerie

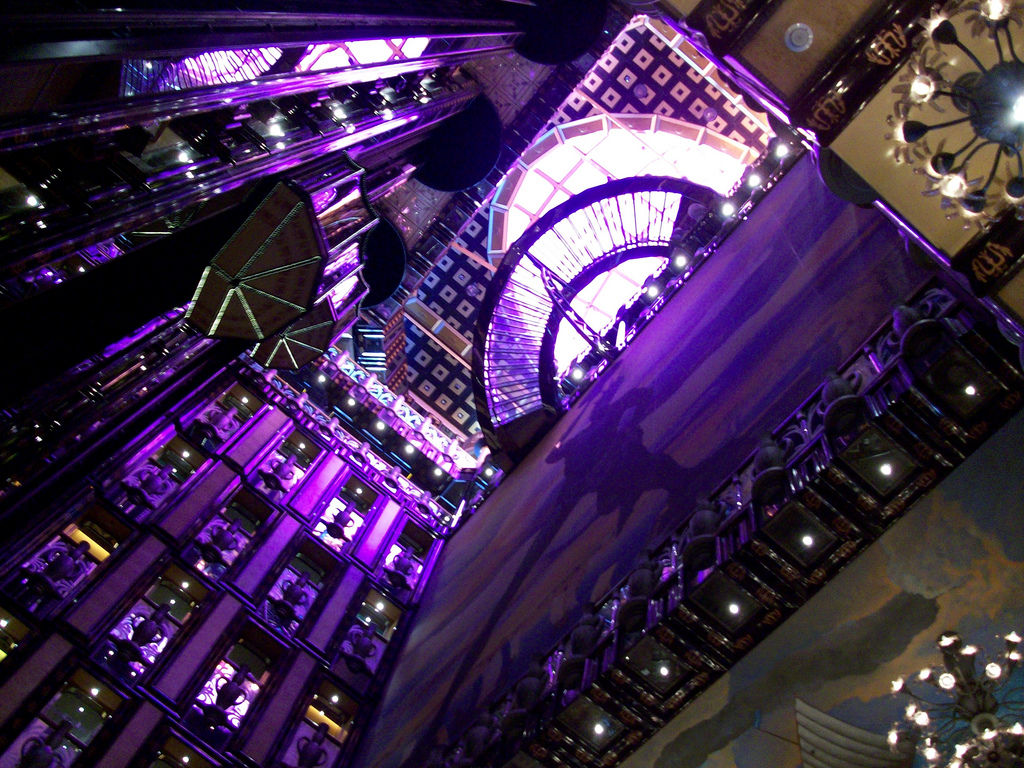
L'atrium du Carnival Legend.